# Nada (tango)
«Nada» es una canción de tango, con letra de Horacio Basterra y música de José Dames, que fue grabada por primera vez en 1944 por Miguel Caló con la voz de Raúl Iriarte, y posteriormente por diversos conjuntos y solistas hasta alcanzar alrededor de 300 versiones de diferentes intérpretes.

## Los autores
Horacio Basterra (Montevideo, Uruguay, 19 de marzo de 1914 – ibídem, 19 de diciembre de 1957) que utilizaba el seudónimo de Horacio Sanguinetti, fue un letrista dedicado al género del tango, de larga trayectoria en Argentina. Entre sus obras se encuentran Barro, musicalizado por Osvaldo Pugliese, Moneda de cobre, Los depojos y Tristeza marina.
José Dames (Rosario, provincia de Santa Fe, Argentina, 28 de octubre de 1907 – Buenos Aires, 7 de agosto de 1994) fue un bandoneonista y compositor volcado al género del tango, que nunca se dedicó completamente a la ejecución ni tenía la habilidad para dirigir una orquesta, porque le faltaba la disposición necesaria de un emprendedor y enfocaba su atención en la composición.

## Versiones
9-3-1944 Buenos Aires Odeón 8386 13630 / Canta Raúl Iriarte / Orquesta Miguel Caló
13-4-1944 Buenos Aires RCA-Victor 60-0408 79625 / Canta Alberto Podestá / Orquesta Carlos Di Sarli
9-5-1944 Buenos Aires Odeon 5644 13679 / Canta Alberto Amor / Orquesta Rodolfo Biagi
20-12-1963 Buenos Aires CBS-Columbia 8457 3892 / Canta Julio Sosa / Orquesta Leopoldo Federico
1965 Colombia / Canta Raúl Del Mar / Glosa Héctor Gagliardi / Orquesta Miguel Caló
1973 Buenos Aires Microfón I 457 / Canta Roberto Rufino / Orquesta Osvaldo Requena

## Comentario
El retorno a la casa o al barrio es uno de los temas típicos del tango. Puede ser un hombre, como en La casita de mis viejos, Cuando era mía mi vieja, Las cuarenta, Tan solo por verte o en Vieja casa, y también una mujer, como Lo que vos te merecés, de Abel Aznar y Carlos Olmedo o Volvió una noche de Alfredo Le Pera y Carlos Gardel. Nada narra en primera persona el retorno a la casa de la primera novia, y por extensión al barrio, de un hombre vencido, derrotado, agobiado por la pena y los fracasos,  que sabe de antemano que “nada” volverá a ser como antes porque cuando dice “cuanta nieve hay en mi alma” está reconociendo su vejez, la soledad y el paso de los años, una frase que no es original, pero está puesta en el lugar adecuado. El momento de mayor intensidad poética, donde no deja lugar a esperanzas ni posible retorno es cuando expresa:

“Nada, nada queda en tu casa natal. Solo telarañas que teje el yuyal. El rosal tampoco existe y es seguro que se ha muerto al irte tú. ¡Todo es una cruz!. Nada, nada más que tristeza y quietud. Nada que me diga si vives aun ¿Dónde estás para decirte que hoy he vuelto arrepentido a buscar tu amor?”

El protagonista ejecutó un acto ritual, pero un ritual sin esperanzas. Sabía que no la encontraría, sabía que “nada” podía esperar en esa casa, más que las ruinas, vacío y soledad que encontró, y se marcha “ya no sé dónde”. Nada tiene uno de los mejores títulos del género, no solo representa al poema sino que también lo enriquece. La palabra, repetida varias veces en la letra, funciona como lamento y también como profecía. Entre las muchísimas letras de tango que evocan el amor perdido, la de Nada es de las mejores y una de las más demoledoras.
El tango fue registrado por muchos prestigiosos intérpretes, incluidos Alberto Podestá, Roberto Goyeneche, María Graña, Adriana Varela, Juan Carlos Baglietto, Caetano Veloso, Mercedes Sosa y Julio Sosa, quien lo hizo en diciembre de 1963 acompañado por la orquesta de Leopoldo Federico. La interpretación de Julio Sosa es tan convincente que nos permite imaginarlo como si estuviéramos viendo una película, con su pinta tanguera caminando por el barrio hasta esa casa. Es que este tango contiene una de esas historias para las cuales disponía de un particular talento para reflejar al hombre apenado pero entero, desesperanzado pero sobrio en su dolor, como lo hace en María de Cátulo Castillo y Aníbal Troilo, en Tan solo por verte de Alfredo Lorenzo y Fernando Horacio Cabarcos o en Cuando era mía mi vieja de Juan Tiggi y Pascual Mamone.
La letra deja la historia previa a ese retorno librada a la imaginación de los oyentes, pero da un dato sobre ella cuando habla de la pena de la mujer. Queda excluida entonces la clásica traición de la mujer descocada, inconstante o tonta de algunos tangos. El tango logra sugerir interpretaciones sin cerrar caminos a la imaginación.